# Mardan Tölebek
Mardan Tilenulı Tölebek (in kazako Мардан Тіленұлы Төлебек?; Şımkent, 18 dicembre 1990) è un calciatore kazako, centrocampista dell'Oqjetpes.

## Carriera

### Club
Cresciuto nell'Ordabasy, squadra della sua città natale, esordisce nella massima serie kazaka nel 2010. Con la maglia dell'Ordabası disputa undici stagioni, per un totale di oltre 150 presenze.
Nel 2021, si trasferisce al Tūran Türkistan.

### Nazionale
Tra il 2011 e il 2012 conta sei presenza nella nazionale kazaka under-21.